# Josep Puigmartí i Valls
Josep Puigmartí i Valls (Monistrol de Calders, 25 de juliol de 1932 - Sitges, 13 d'agost de 2020) fou un pintor i escultor català de formació autodidacta que va desenvolupar el seu estil al marge dels convencionalismes i tendències artístiques de cada època.
El fet de no seguir de forma conscient cap mena de tendència concreta, li va permetre d'investigar lliurement diferents corrents artístics, com són l'expresssionisme, informalisme, art brut, arte póvera, dadaisme, tot i que l'estil amb què es va sentir més còmode a la pintura fou el surrealisme oníric (Salvador Dalí, René Magritte) i el surrealisme automàtic (Joan Miró).
Durant els anys 60, 70 i 80 del segle xx, introdueix a les seves pintures surrealistes tota una iconografia pròpia de caràcter eròtic que li val la consideració d'artista transgressor que practica un estil provocatiu, per part de la crítica de l'època.

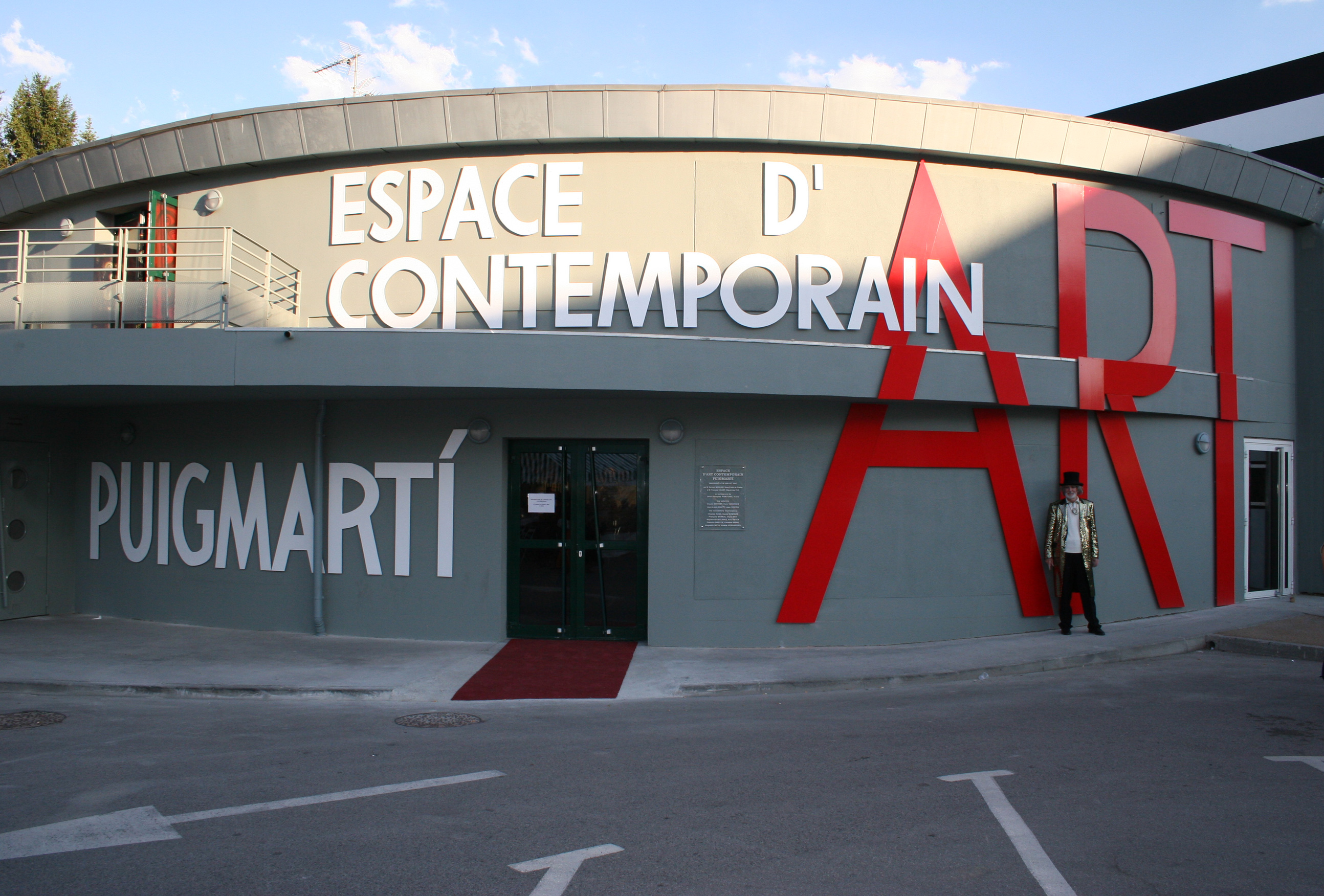
Josep Puigmartí davant l'Espai d'Art, a la Guingueta d'Ix (Alta Cerdanya)

L'any 2007, el Comú de la Guingueta d'Ix el va declarar fill predilecte i li va lliurar les claus del poble, i li va dedicar un museu permanent que duu per nom Espai d'art Puigmartí.
Fruit dels seus nombrosos viatges arreu del món, va fer exposicions a Espanya, Andorra, França, Mònaco, Suècia, Dinamarca, Japó, Abu Dhabi, Colòmbia, Estats Units i, més recentment, en el China Millennium Monument Contemporary Art Museum de Pekín de la Xina.